# Bamalama
Bamalama är ett album av Pugh Rogefeldt, utgivet 1977. Det blev som bäst åtta på den svenska albumlistan.
"Vår kommunale man" är baserad på Woody Guthries "Vigilante Man". Pugh har även spelat låten på albumet Maraton (1999), då i duett med Joakim Thåström.

## Låtlista
1. "Bo Diddley" (Pugh Rogefeldt) - 3:50
2. "Backslider" (Pugh Rogefeldt) - 5:20
3. "How Can You Keep on Moving" (trad. arr: Pugh Rogefeldt ) - 2:15
4. "Kärleksmaskinen" (Pete Moore/Billy Griffin/Pugh Rogefeldt) - 6:15
5. "Barn av min tid" (Pugh Rogefeldt) - 3:10
6. "Hällregn" (Jimmy Hall/Jack Hall/Pugh Rogefeldt) - 4:10
7. "Happy Birthday Miss Earth" (Pugh Rogefeldt) - 3:45
8. "Mercedes" (Pugh Rogefeldt) - 4:40
9. "Vår kommunale man" (Woody Guthrie/Pugh Rogefeldt) - 4:20

## Listplaceringar
| Lista (1977) | Topplacering |
| ------------ | ------------ |
| Sverige      | 8            |